# Tougo
Tougo è un dipartimento del Burkina Faso classificato come comune, situato nella Provincia  di Zondoma, facente parte della Regione del Nord.
Il dipartimento si compone del capoluogo e di altri 22 villaggi: Bangassomba, Bascorma, Beda, Danaoua, Kalce, Keleguem, Kindibo, Lebenga, Mangoulma, Niebscebanco, Noungou, Ramesse, Raoumde, Rasko, Rassomde, Ridimbo, Rikiba, Roba, Tampouya, Toemigo, Zire e Zondoma.